# 郭鉞
郭鉞（16世紀—16世紀），字前塘，江西南康府安義縣南昌里人，明朝政治人物。

## 生平
郭鉞是隆慶元年（1567年）丁卯科順天鄉試第十名舉人，授紹興通判，教育人民，興建堤防，平反受冤屈府民，府民刻石紀念他，不久他辭官回鄉，去世後入祀鄉賢祠。

## 引用
1. 1 2  同治《安義縣志·卷九·人物志》：郭鉞，字前塘，南昌里人，由隆慶丁卯順天鄉薦累任浙江紹興通判，董教懷遠，倡道麻城，築堤海康，尋辯冤抑紹興群黎，勒石思之，後致政杜門，崇祀鄉賢。 同上（府志、陳志、張志稿）